# Nunatak Bienatti
Nunatak Bienatti är en nunatak i Antarktis. Den ligger i Västantarktis. Argentina, Chile och Storbritannien gör anspråk på området. Toppen på Nunatak Bienatti är 205 meter över havet.
Terrängen runt Nunatak Bienatti är kuperad norrut, men söderut är den platt. Trakten är obefolkad. Det finns inga samhällen i närheten. 